# Scythocentropus
Scythocentropus é um gênero de traça pertencente à família Arctiidae.